# Водний гігант

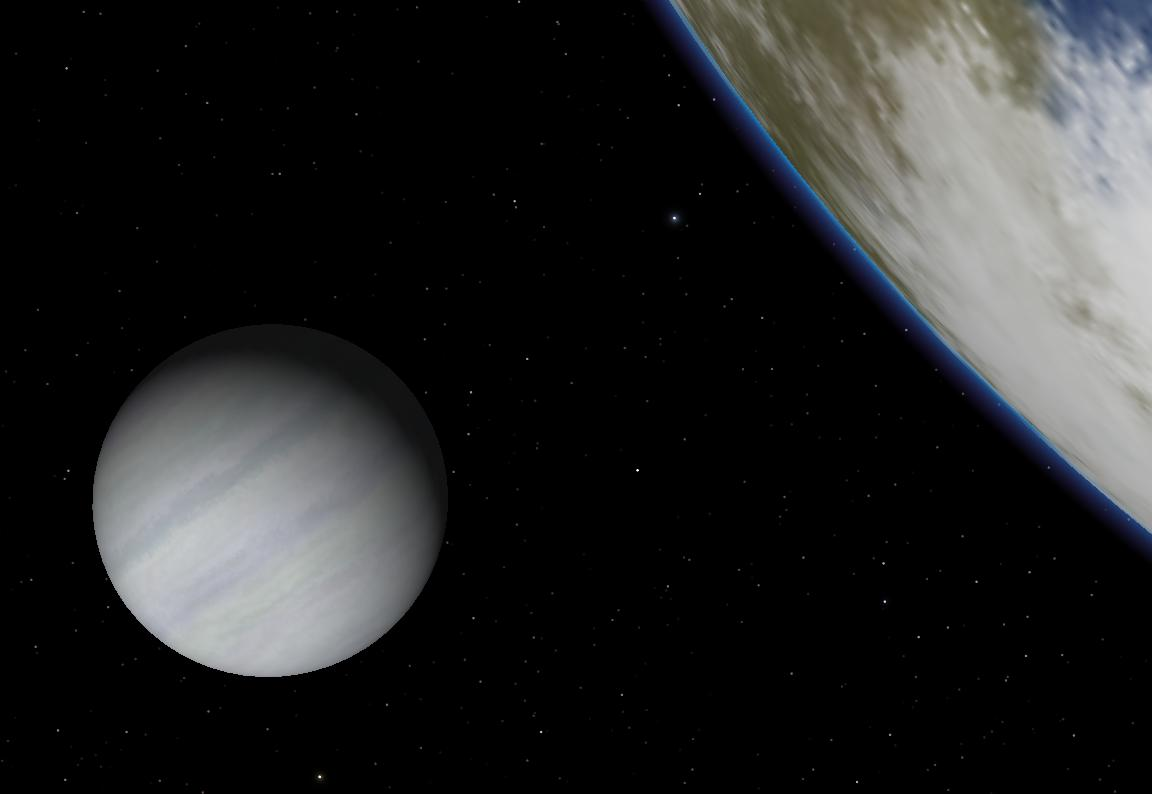
Водний гігант HD 28185 b. Class II planet.

Водний гігант — клас екзопланет. Це газовий гігант, що обертається по ефективній земній орбіті. Інша назва: прохолодний гігант.
За класифікацією Сударського водний гігант належить до II класу екзопланет.

## Атмосфера
Складається в основному з водню. Може містити інертні гази, кисень, воду, органічні речовини (крім метану). В атмосфері імовірні хмари з водяного льоду. Імовірний шар з тиском 1 атм. і комфортною температурою.

## Будова
Під атмосферою знаходиться океан з рідкої води або аміаку, метану і т.п. Під океаном — силікатне ядро.

## Імовірність життя земного типу
В комфортному шарі атмосфери можливе життя земного типу — там є вода і органічні речовини. За помірної температури життя можливе і у океані.

## Характерні представники
- HD 108874
- HD 210277
- HD 92788
- HD 43197
- HD 44219

## Зовнішній вигляд
Планету охоплює шар хмар з водяного льоду. Альбедо високе (порядку 0,81), колір білий.